# سرتشنار (تشيلو)
سرتشنار (بالفارسية: سرچنار) هي منطقة سكنية تقع في إيران في قسم تشيلو الريفي. يقدر عدد سكانها بـ 34 نسمة بحسب إحصاء 2016.